# سیارک ۳۸۷۹
سیارک ۳۸۷۹ (به انگلیسی: 3879 Machar، نامگذاری:1983QA) سه هزار و هشتصد و هفتاد و نهمین سیارک کشف شده‌است که در ۱۶ اوت ۱۹۸۳ کشف شد.
قدر مطلق سیارک برابر ۱۳٫۳۰ است.